# Hyundai 15.000-TEU-Standardtyp
Die Schiffe des Hyundai 15.000-TEU-Standardtyps zählen zu den ULCS-Containerschiffen.

## Geschichte
Die Baureihe wird seit 2018 von Hyundai Heavy Industries auf deren beiden Werften in Ulsan und Mokpo gebaut. Der Schiffstyp ist mit seinen verschiedenen Varianten ein weit verbreiteter ULCS-Entwurf. Bis 2022 entstanden 36 Einheiten dieser Serie.
Der Non-operating owner Eastern Pacific Shipping aus Singapur orderte insgesamt 19 Einheiten in mehreren Tranchen, von denen sechs auf Dual-Fuel-Betrieb mit LNG als Brennstoff ausgelegt sind. Sieben Schiffe des Typs wurden vom Schifffahrtsunternehmen Zodiac Maritime aus London in Auftrag gegeben und weitere acht Einheiten mit der nominal höchsten Zahl an Stauplätzen gingen an die Reederei Hyundai Merchant Marine in Südkorea.

### Kaperung derMSC Aries
Im April 2024 befand sich die MSC Aries auf einer Reise von Abu Dhabi nach Nhava Sheva. In der Straße von Hormus  wurde das im Internationalen Schiffsregister von Madeira registrierte Schiff am 13. April 2024 von Islamischen Revolutionsgarden, die die MSC Aries aus einem Hubschrauber des Typs Mil Mi-17 enterten, gekapert. An Bord befanden sich 23 Mann Besatzung aus Estland, Russland, den Philippinen, Indien und Pakistan. Die MSC Aries wurde in der Clarence-Straße vor Hormozgan vor Anker gelegt. Zunächst begründeten die Iranischen Revolutionsgarden die Kaperung mit dem israelischen Eigner des Schiffs (Die Schiffseigentumsgesellschaft Zodiac Maritime ist mit dem israelischen Unternehmer Eyal Ofer verbunden). Später gab der Iran die Missachtung internationaler Regeln und das Fehlen einer „ordnungsmäßigen Reaktion“ den iranischen Behörden gegenüber als Grund für die Kaperung an.

## Technik

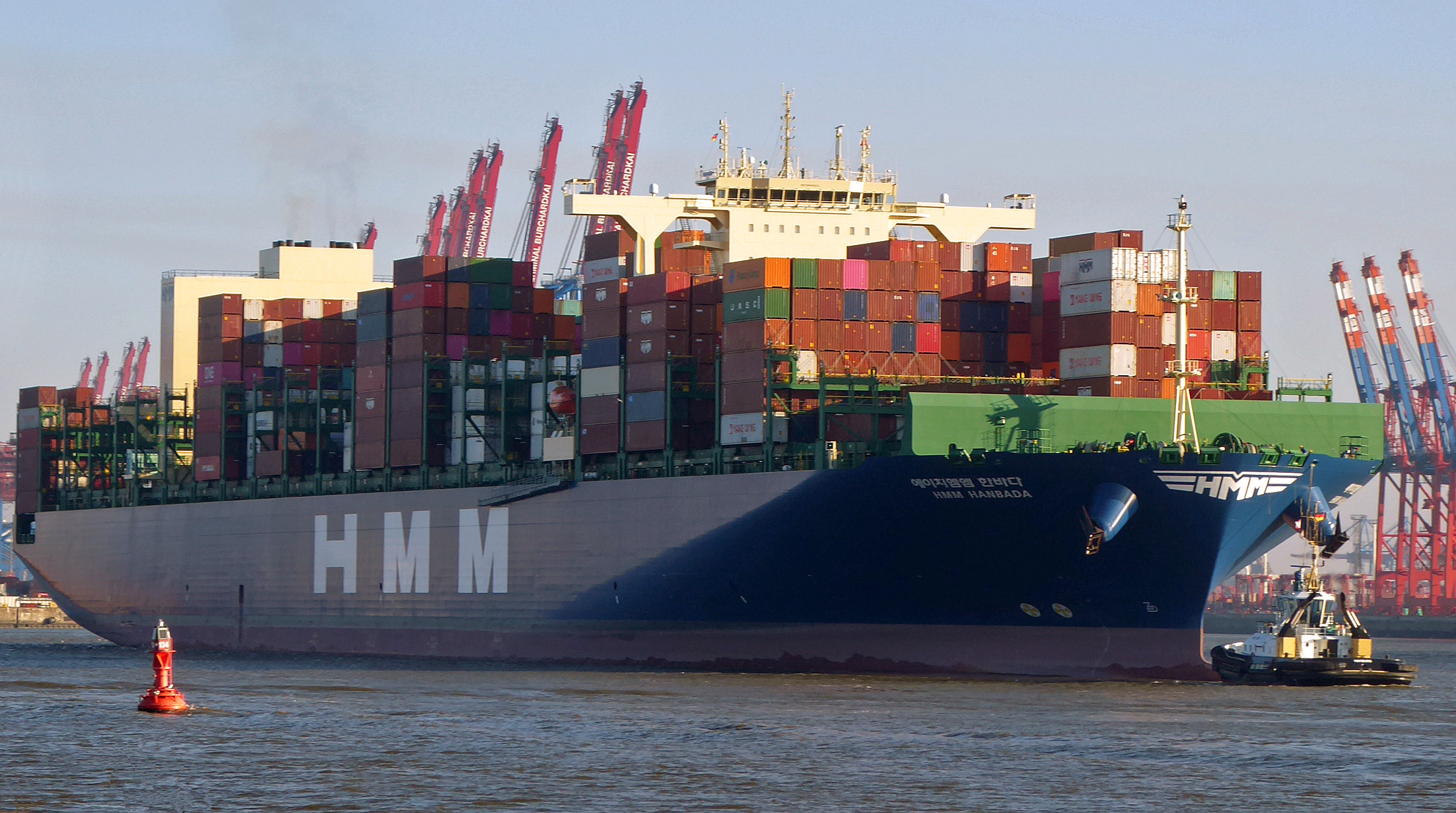
Die HMM Hanbada in Hamburg

Die Doppelhüllenschiffe zählten beim Bau zu den größeren Containerschiffen. Ihre Abmessungen liegen über den Neopanamax-Maßen, weshalb sie den Panamakanal nicht passieren können. Schiffbaulich kennzeichnend sind einige Details. Das Deckshaus wie bei der Mehrzahl der herkömmlichen Containerschiffe, weit vorne angeordnet, was einen verbesserten Sichtstrahl und somit höhere vordere Decksbeladung ermöglicht. Im Unterschied zu früheren bei Hyundai gebauten 15.000-TEU-Containerschiffen befinden sich vor dem Deckshaus bei diesem Typ nur noch sechs statt acht 40-Fuß-Bays. Hinter dem Deckshaus liegen zehn Bays und hinter dem Maschinenaufbau vier weitere Bays. Unterhalb des Aufbaus sind unter anderem die Bunkertanks angeordnet, um die geltenden MARPOL-Vorschriften zu erfüllen. Die leistungsfähige Antriebsanlage mit dem Zweitakt-Diesel-Hauptmotortyp ist so weit wie möglich achtern angeordnet. Im Bug sind zwei Querstrahlruder angeordnet. Die Laderäume der Schiffe werden mit Pontonlukendeckeln verschlossen. Die Schiffe haben eine variantenabhängig etwas unterschiedliche Containerkapazität zwischen rund 15.000 TEU und 16.000 TEU. Bei einem durchschnittlichen Containergewicht von vierzehn Tonnen verringert sich die Kapazität. Weiterhin sind Anschlüsse für Integral-Kühlcontainer vorhanden.

## Die Schiffe (Auswahl)
| Bauname                                      | Bauort Baunummer | IMO- Nummer | Indienststellung   | Auftraggeber Reederei            | Umbenennungen und Verbleib           |
| -------------------------------------------- | ---------------- | ----------- | ------------------ | -------------------------------- | ------------------------------------ |
| CMA CGM Argentina                            | Mokpo S985       | 9839909     | 1. Juli 2019       | Eastern Pacific Shipping CMA CGM | in Fahrt                             |
| CMA CGM Mexico                               | Mokpo S986       | 9839911     | 19. Juli 2019      | Eastern Pacific Shipping CMA CGM | in Fahrt                             |
| CMA CGM Panama                               | Mokpo S987       | 9839923     | 24. September 2019 | Eastern Pacific Shipping CMA CGM | in Fahrt                             |
| CMA CGM Chile                                | Mokpo S988       | 9839935     | 20. Dezember 2019  | Eastern Pacific Shipping CMA CGM | in Fahrt                             |
| CMA CGM Brazil                               | Mokpo S989       | 9860245     | 22. Mai 2020       | Eastern Pacific Shipping CMA CGM | in Fahrt                             |
| Morecambe Bay*                               | Mokpo S990       | 9859117     | 15. September 2020 | Eastern Pacific Shipping CMA CGM | in Fahrt gekommen als CMA CGM Tenere |
| CMA CGM Scandola                             | Mokpo S991       | 9859129     | 21. Dezember 2021  | Eastern Pacific Shipping CMA CGM | in Fahrt                             |
| CMA CGM Iguacu                               | Mokpo S992       | 9859131     | 26. April 2021     | Eastern Pacific Shipping CMA CGM | in Fahrt                             |
| CMA CGM Bali                                 | Mokpo S993       | 9867827     | 21. September 2021 | Eastern Pacific Shipping CMA CGM | in Fahrt                             |
| Talisker Bay*                                | Mokpo S994       | 9867839     | 11. März 2022      | Eastern Pacific Shipping CMA CGM | in Fahrt gekommen als CMA CGM Symi   |
| CMA CGM Arctic                               | Mokpo S995       | 9867841     | 22. Juni 2022      | Eastern Pacific Shipping CMA CGM | in Fahrt                             |
| MSC Orion                                    | Ulsan 3029       | 9857157     | 22. Januar 2020    | Zodiac Maritime MSC              | in Fahrt                             |
| MSC Aries                                    | Ulsan 3030       | 9857169     | 9. März 2020       | Zodiac Maritime MSC              | in Fahrt                             |
| MSC Virgo                                    | Ulsan 3031       | 9857171     | 8. Juni 2020       | Zodiac Maritime MSC              | in Fahrt                             |
| MSC Auriga                                   | Ulsan 3032       | 9857183     | 15. Juli 2020      | Zodiac Maritime MSC              | in Fahrt                             |
| Zenith Lumos                                 | Ulsan 3033       | 9864215     | 21. September 2020 | Zodiac Maritime                  | in Fahrt                             |
| Zephyr Lumos                                 | Ulsan 3034       | 9864227     | 6. Januar 2021     | Zodiac Maritime                  | in Fahrt                             |
| HMM Nuri                                     | Ulsan 3097       | 9869162     | 19. März 2021      | Hyundai Merchant Marine          | in Fahrt                             |
| HMM Gaon                                     | Ulsan 3098       | 9869174     | 26. März 2021      | Hyundai Merchant Marine          | in Fahrt                             |
| HMM Garam                                    | Ulsan 3099       | 9869186     | 30. April 2021     | Hyundai Merchant Marine          | in Fahrt                             |
| HMM Mir                                      | Ulsan 3010       | 9869198     | 7. Mai 2021        | Hyundai Merchant Marine          | in Fahrt                             |
| HMM Hanbada                                  | Ulsan 3011       | 9869203     | 14. Mai 2021       | Hyundai Merchant Marine          | in Fahrt                             |
| HMM Raon                                     | Ulsan 3012       | 9869215     | 21. Mai 2021       | Hyundai Merchant Marine          | in Fahrt                             |
| HMM Daon                                     | Ulsan 3013       | 9869227     | 18. Juni 2021      | Hyundai Merchant Marine          | in Fahrt                             |
| HMM Hanul                                    | Ulsan 3014       | 9869239     | 25. Juni 2021      | Hyundai Merchant Marine          | in Fahrt                             |
| Telluride*                                   | Ulsan 3036       | 9864241     | 30. Juli 2021      | Zodiac Maritime                  | in Fahrt gekommen als Zeal Lumos     |
| Arcachon Bay*                                | Ulsan 3162       | 9897755     | 29. Oktober 2021   | Eastern Pacific Shipping CMA CGM | in Fahrt gekommen als CMA CGM Hope   |
| CMA CGM Unity                                | Ulsan 3163       | 9897767     | 15. Dezember 2021  | Eastern Pacific Shipping CMA CGM | in Fahrt                             |
| CMA CGM Dignity                              | Ulsan 3164       | 9897779     | 10. Februar 2022   | Eastern Pacific Shipping CMA CGM | in Fahrt                             |
| CMA CGM Integrity                            | Ulsan 3165       | 9897781     | 22. Februar 2022   | Eastern Pacific Shipping CMA CGM | in Fahrt                             |
| CMA CGM Liberty                              | Ulsan 3166       | 9897793     | 20. März 2022      | Eastern Pacific Shipping CMA CGM | in Fahrt                             |
| CMA CGM Pride                                | Ulsan 3178       | 9924429     | 5. November 2022   | Eastern Pacific Shipping CMA CGM | in Fahrt                             |
| MSC Fatma                                    | Ulsan 3179       | 9927251     | 26. Oktober 2022   | Eastern Pacific Shipping MSC     | in Fahrt                             |
| MSC Aaya                                     | Ulsan 3180       | 9927263     | 21. Dezember 2022  | Eastern Pacific Shipping MSC     | in Fahrt                             |
| Daten: Equasis * = nur reedereiinterner Name |                  |             |                    |                                  |                                      |